# Wonocoyo (Panggul)
Wonocoyo is een bestuurslaag in het regentschap Trenggalek van de provincie Oost-Java, Indonesië. Wonocoyo telt 5780 inwoners (volkstelling 2010).